# تپه ۲۰۳
تپه ۲۰۳ ارتفاعی است که در بخش لوشونکو دالیان در استان لیائونینگ چین قرار دارد. در سال ۱۹۰۵-۱۹۰۴ یکی از شدیدترین نبردها در خلال جنگ روسیه و ژاپن بین ارتشهای ژاپن و روسیه در خلال محاصره بندر پرت آتور رخ داد. نام این تپه به خاطر ارتفاع ۲۰۳ آن از سطح دریا انتخاب شده است. 

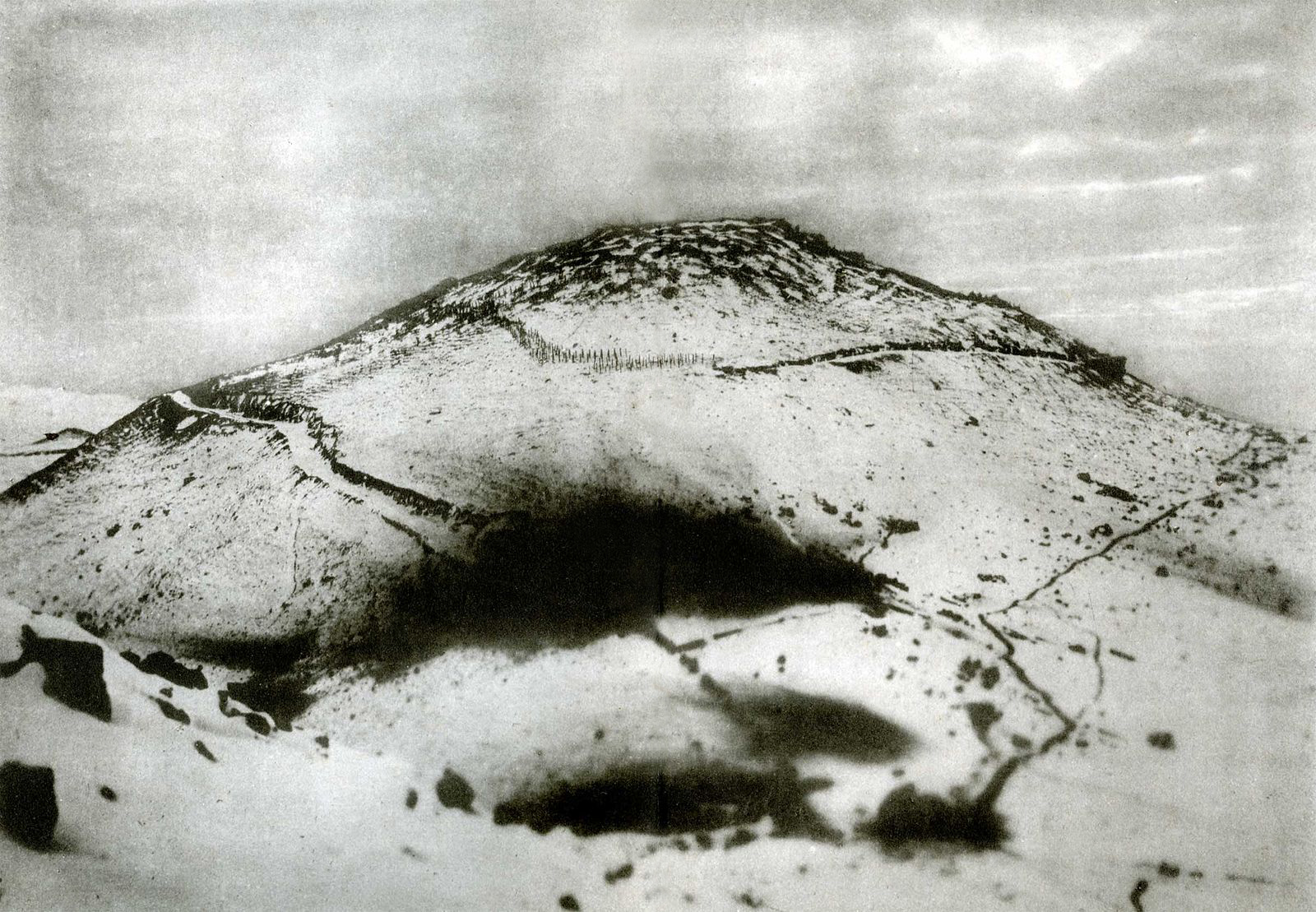
تپه ۲۰۳ متری، ۱۴ دسامبر ۱۹۰۴

ژنرال ژاپنی ماره سوکه نوگی که فرزند او در این نبرد کشته شد در شعر معروفی که پس از این نبرد سروده است از این تپه با عنوان "تو، کوه ارواح" یاد کرده است.

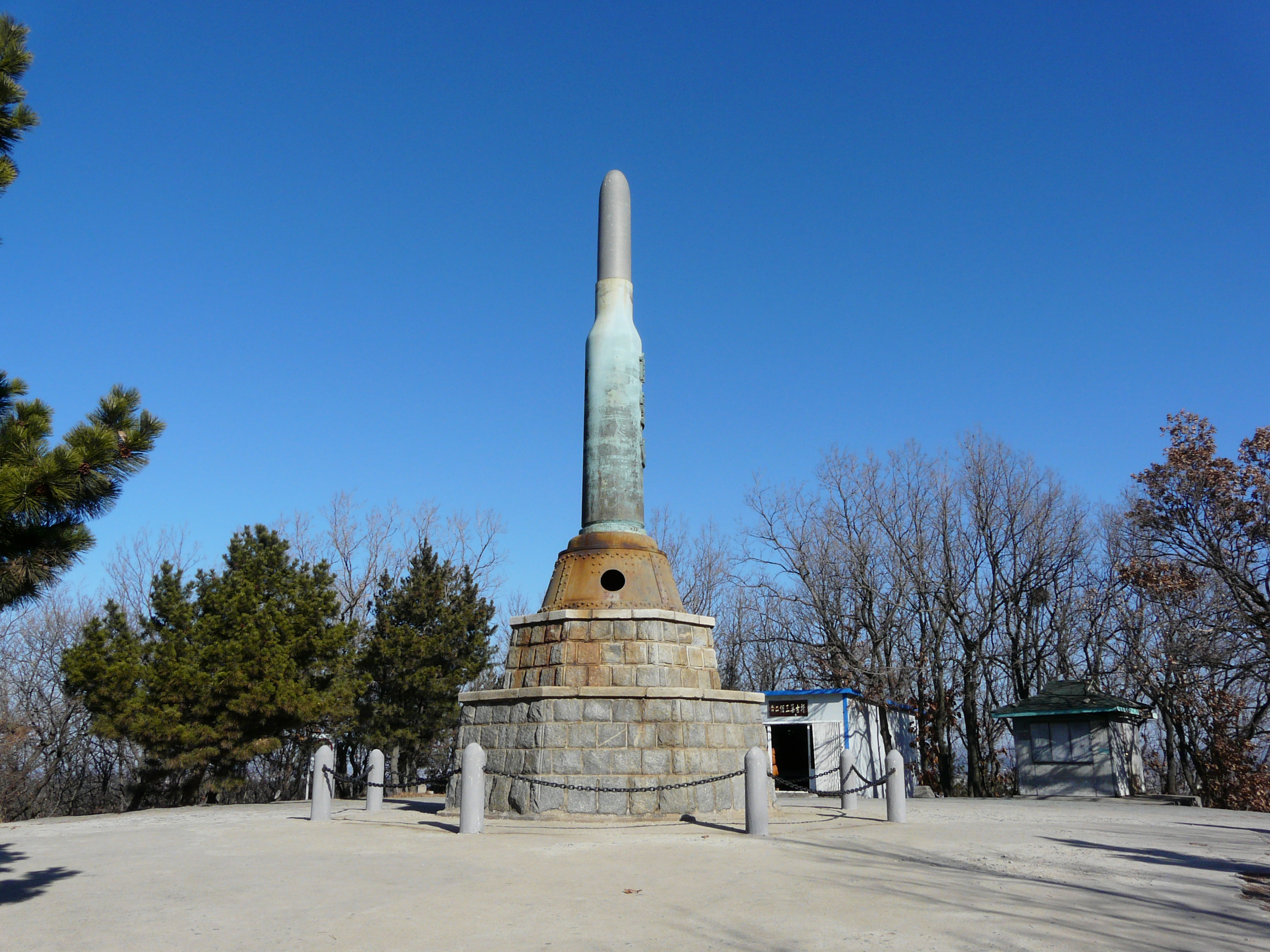
مجسمه یک فشنگ ۶٫۵×50mmSR در تپه ۲۰۳

## پارک درختان گیلاس زینتی
در سال ۱۹۹۳ انجمن حمایت از تبادل دوستی چین و ژاپن برای کودکان ۱۳۰۰ درخت ساکورا (گیلاس زینتی که شکوفه های زیبایی می دهد)  را به شهر دالیان اهدا کرد. این درختان در قله جنوبی تپه ۲۰۳ کاشته شدند. در آوریل ۲۰۰۹ باغ جدید گیلاس زینتی ارتفاع ۲۰۳ گشوده شد. این باغ ۵۰۰ هزار متر مربع مساحت دارد و در آن ۳۷۰۰ اصله درخت گیلاس زینتی از ۱۸ گونه مختلف کاشته شده است.

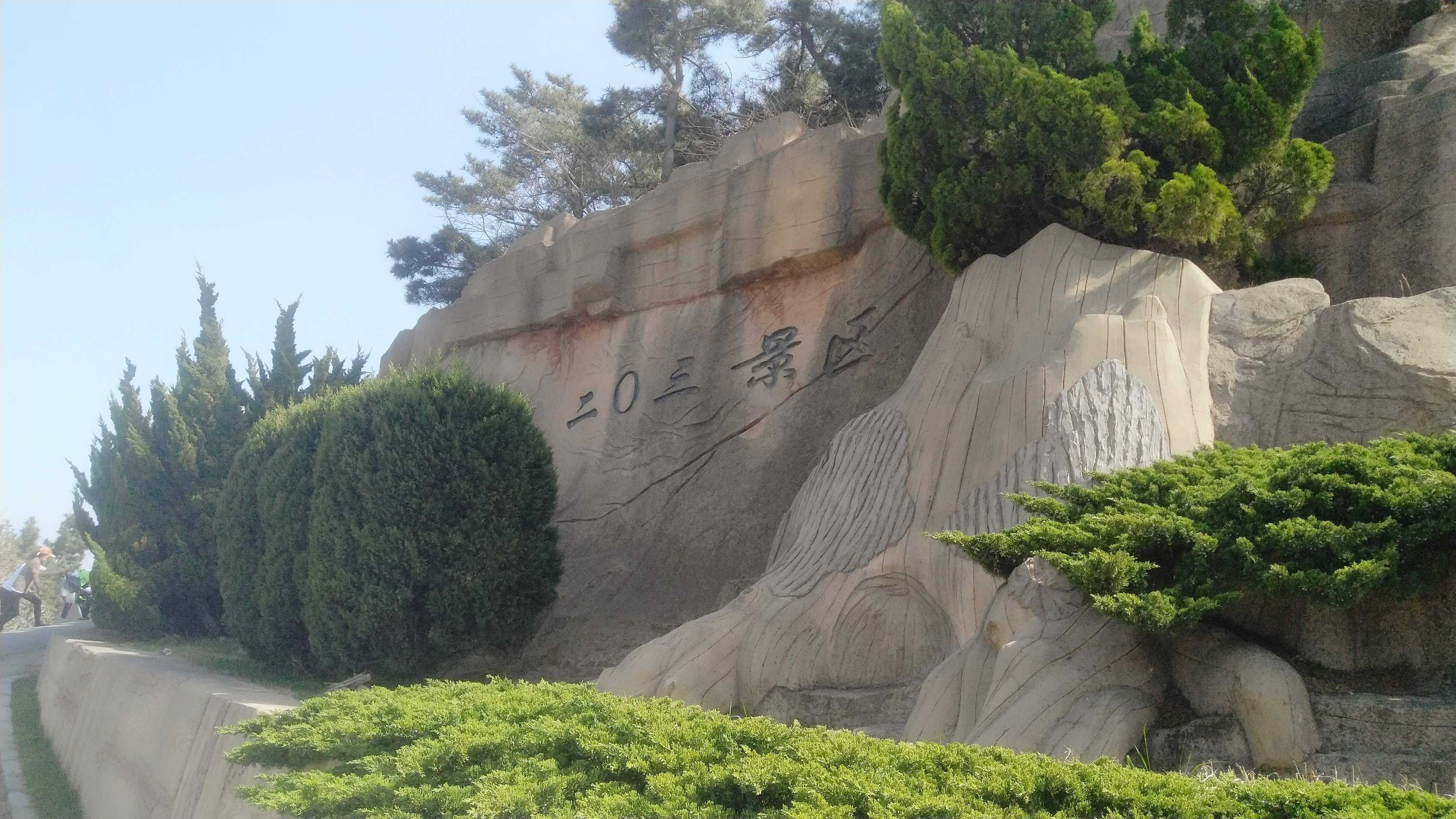
ورودی تپه ۲۰۳
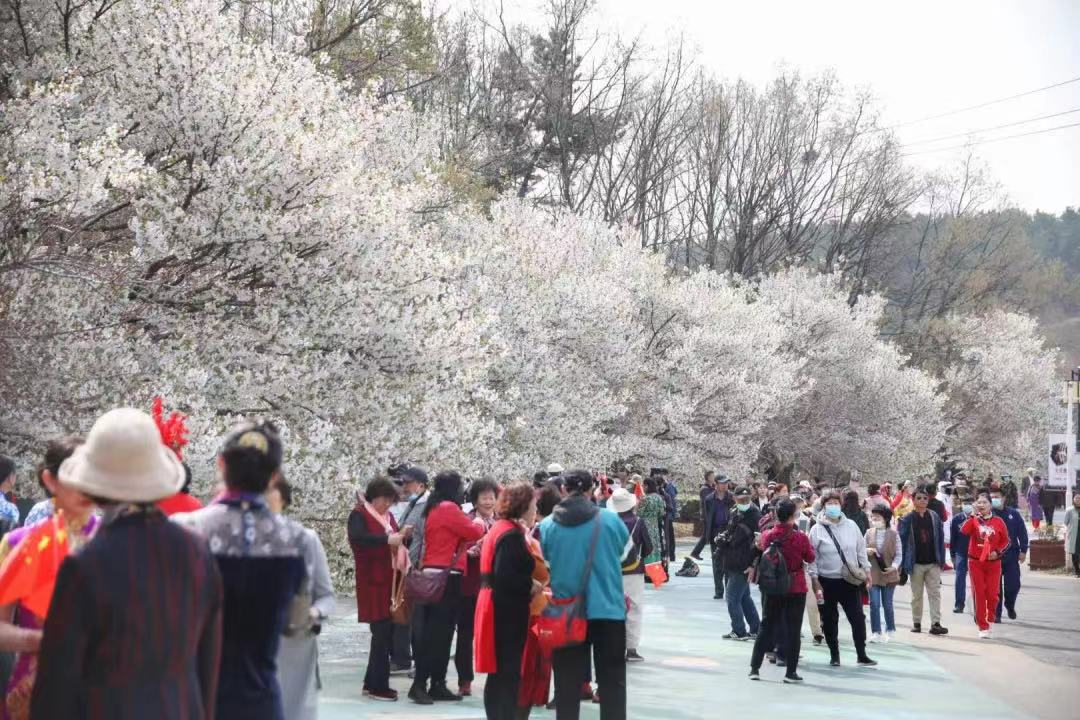
بازدید کنندگان از پارک درختان گیلاس زینتی در تپه ۲۰۳
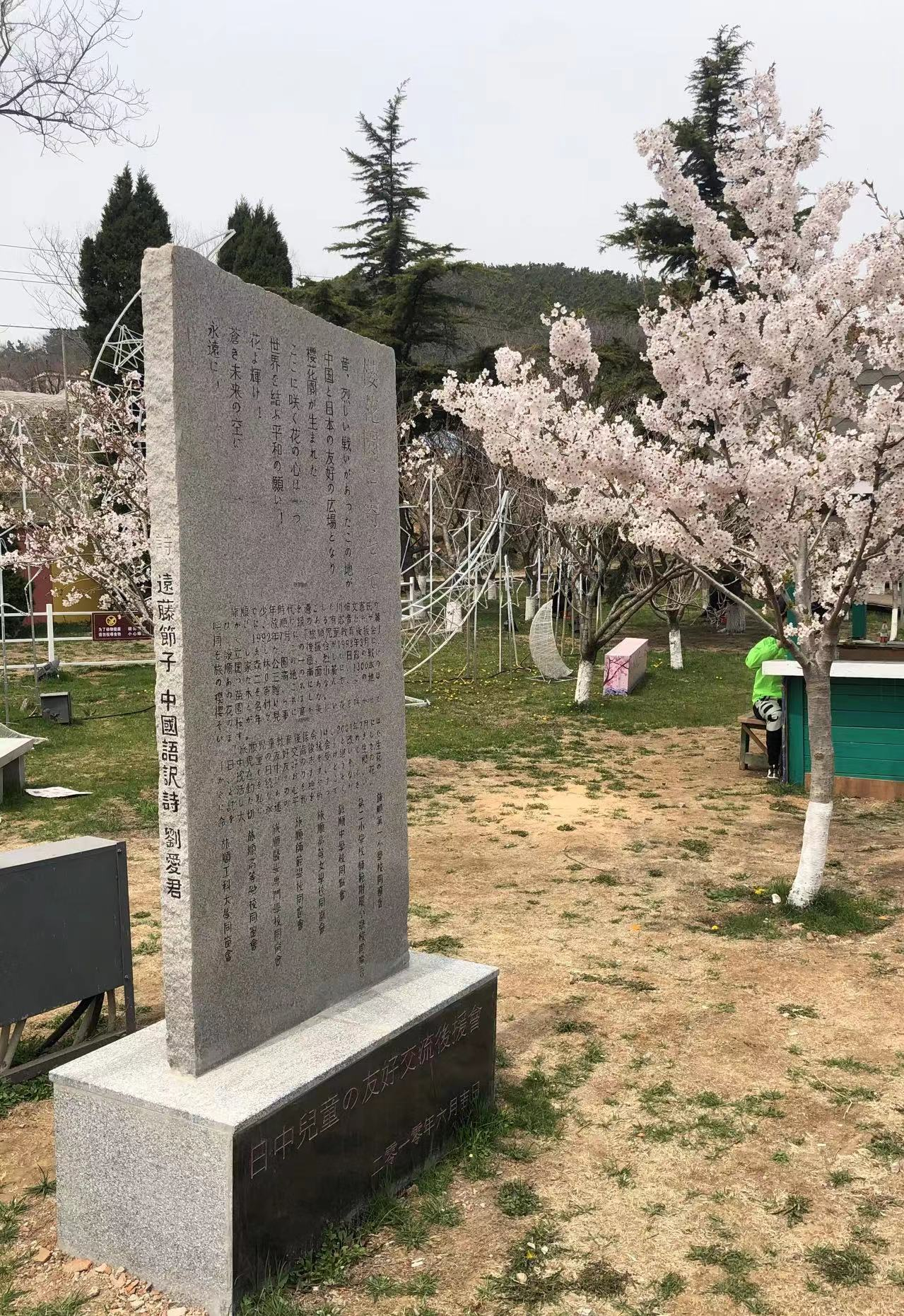
لوح تبادل دوستی کودکان چینی-ژاپنی
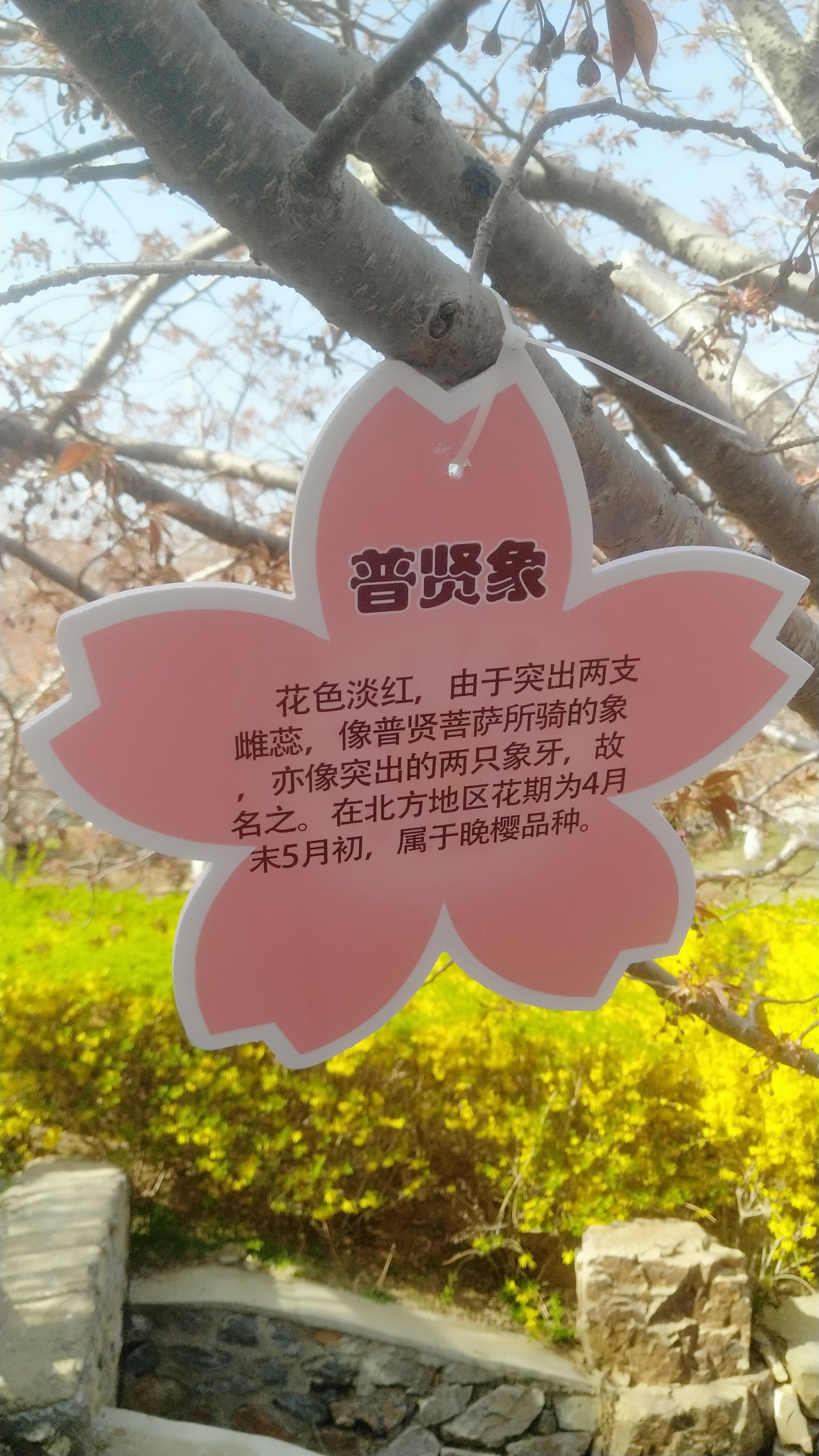
درخت گیلاس زینتی فوگنزو
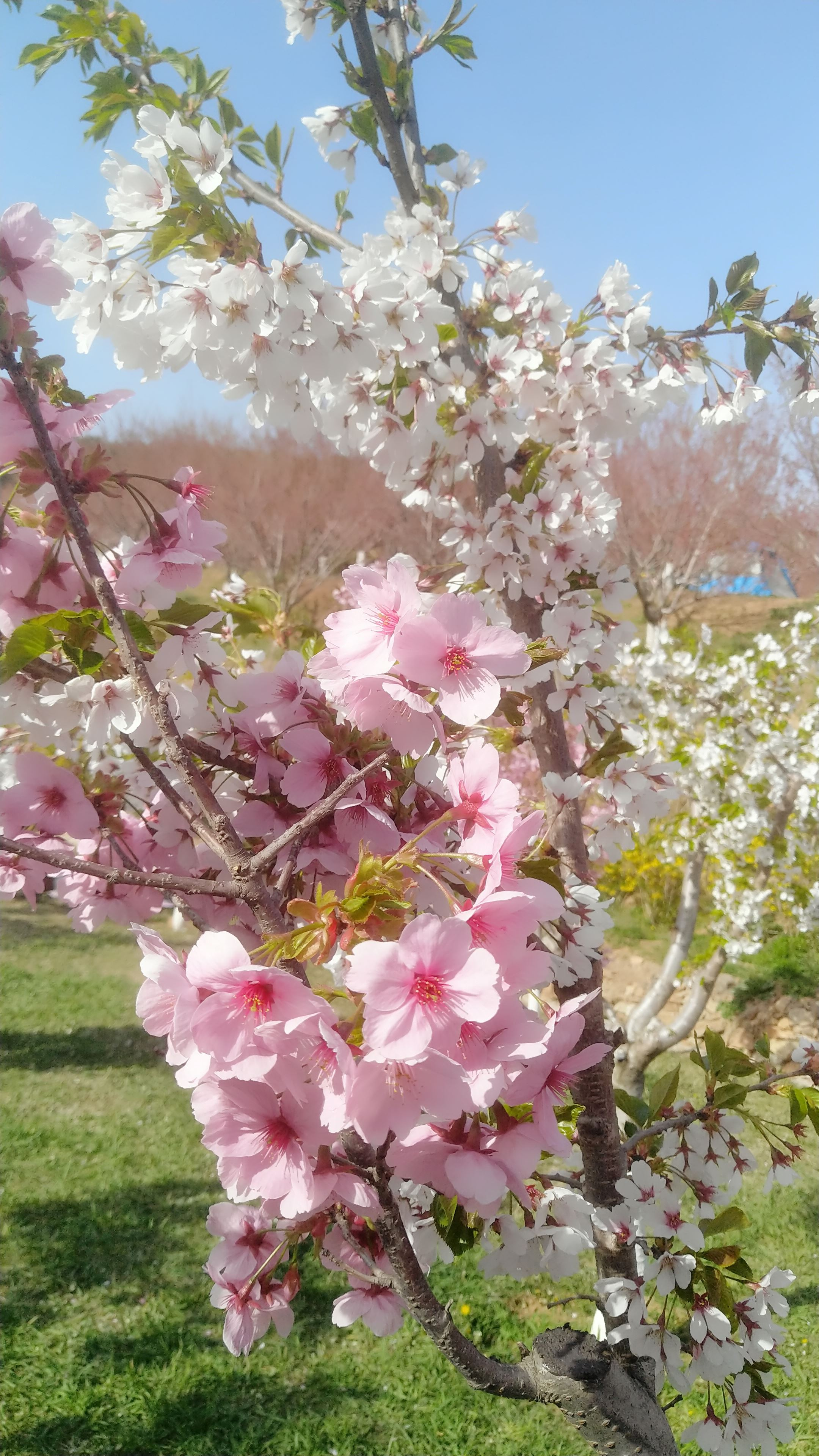
شکوفه ساکورا (درخت گیلاس زینتی) در تپه ۲۰۳